# Hussain Ali Baba

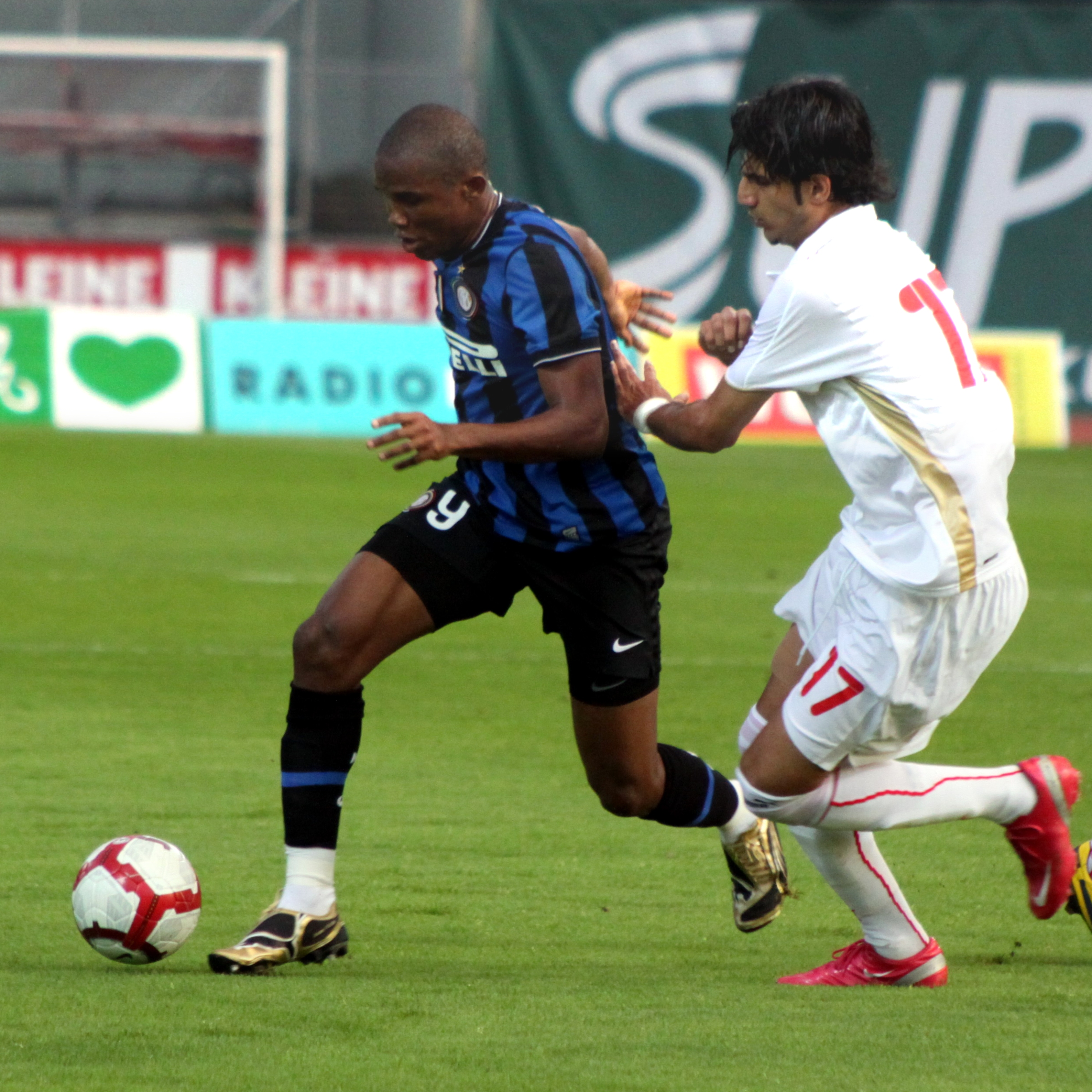
Hussain Ali Baba junto a Samuel Eto'o durante un partido amistoso entre y el Inter.

Hussain Ali Baba (en árabe: حسين علي بابا‎; Manama, Baréin; 11 de febrero de 1982) es un exfutbolista de Baréin que jugaba en la posición de defensa.

## Carrera

### Club
| Periodo   | Club           |
| --------- | -------------- |
| 2001–2004 | Riffa SC       |
| 2004–2005 | Al-Shamal SC   |
| 2005–2007 | Kuwait SC      |
| 2007–2008 | Al-Rayyan SC   |
| 2008      | Umm-Salal SC   |
| 2009      | Al-Salmiya SC  |
| 2009      | Al-Shabab      |
| 2010      | Al-Shabab FC   |
| 2010–2011 | Al-Wehda Mecca |
| 2011–2012 | El Jaish SC    |
| 2012–2013 | Kuwait SC      |
| 2013–2015 | Muharraq Club  |
| 2015      | Al-Fateh SC    |
| 2016–2017 | Muharraq Club  |
| 2017–2019 | Riffa SC       |

### Selección nacional
Jugó para Baréin en 112 ocasiones de 2003 a 2016 y anotó seis goles; participó en cuatro ediciones de la Copa Asiática.

## Logros
- Liga Premier de Baréin (2): 2014-15, 2019
- Copa FA de Baréin (1): 2004
- Copa del Rey de Baréin (1): 2019
- Copa Príncipe de la Corona de Baréin (1): 2004
- Supercopa de Baréin (1): 2019
- Liga Premier de Kuwait (3): 2006, 2007, 2013
- Copa del Emir de Kuwait (1): 2014
- Copa Al-Khurafi (1): 2005
- Segunda División de Catar (1): 2010-11
- Copa AFC (2): 2012, 2013

## Estadísticas

### Goles con selección nacional
| Gol | Fecha      | Sede                                      | Rival                  | Marcador | Resultado | Torneo                                               |
| --- | ---------- | ----------------------------------------- | ---------------------- | -------- | --------- | ---------------------------------------------------- |
| 1.  | 18-12-2003 | Bahrain National Stadium, Riffa, Baréin   | Kenia                  | 2–1      | 2–1       | Amistoso                                             |
| 2.  | 6-11-2009  | Bahrain National Stadium, Riffa, Baréin   | Togo                   | 4–1      | 5–1       | Amistoso                                             |
| 3.  | 16-10-2010 | Zayed Sports City Stadium, Abu Dhabi, EAU | Emiratos Árabes Unidos | 2–1      | 2–6       | Amistoso                                             |
| 4.  | 15-1-2013  | Bahrain National Stadium, Riffa, Baréin   | Irak                   | 1–1      | 1–1       | Copa de Naciones del Golfo de 2013                   |
| 5.  | 2-11-2014  | Bahrain National Stadium, Riffa, Baréin   | Corea del Norte        | 2–1      | 2–2       | Amistoso                                             |
| 6.  | 8-9-2015   | Grand Hamad Stadium, Doha, Catar          | Yemen                  | 1–0      | 4–0       | Clasificación para la Copa Mundial de Fútbol de 2018 |